# Jardin de Reuilly – Paul Pernin
Der Jardin de Reuilly (jetzt Jardin de Reuilly - Paul Pernin) ist eine Grünanlage im 12. Arrondissement von Paris, dessen Entwurf das Werk der Designer Pierre Colboc (Architekt) und François-Xavier Mousquet, Philippe Thomas und Thierry Louf (Landschaftsgestalter, Agence Paysages) ist.

## Lage und Zugang

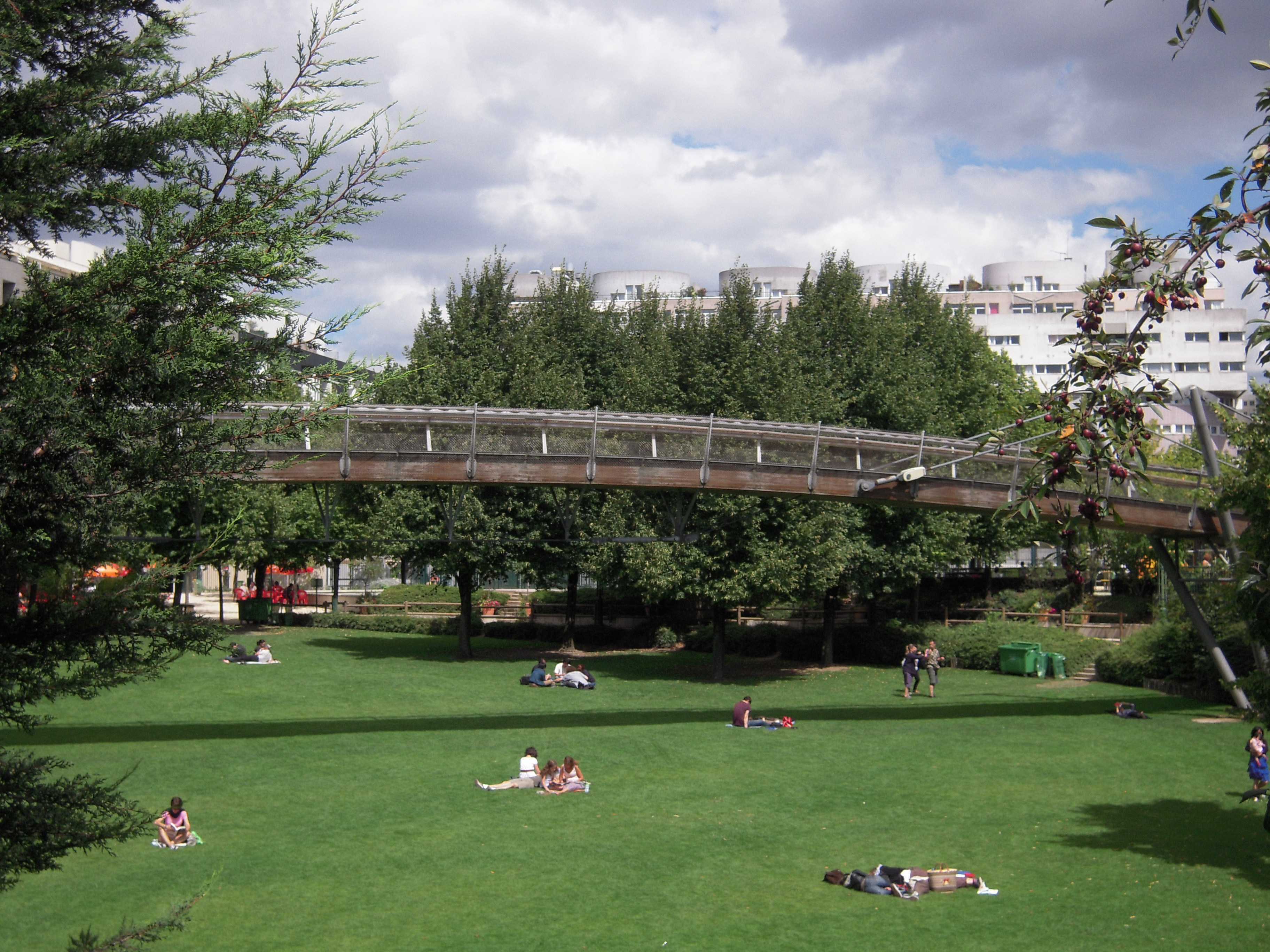
Passerelle André Léo

Der Park befindet sich an der Kreuzung der Avenue Daumesnil und der Rue de Charenton, direkt gegenüber dem Rathaus des 12. Arrondissement von Paris, am Ausgang der Rue Montgallet. Die Avenue Daumesnil bildet die Grenze im Süden und die Rue de Charenton im Südwesten. Im Westen und Norden verläuft die Rue Jacques Hillairet, im Osten die Rue Albinoni; hier ist auch die offizielle Adresse der Anlage: 15, Rue Albinoni.
Der Jardin de Reuilly ist einer der vier Anlagen, die durch den Parkwanderweg Coulée verte René-Dumont verbunden sind. Er befindet sich etwa in der Mitte des Wanderwegs, zwischen dem Viaduc des Arts im Westen und dem Grabenteil im Osten.

## Besonderheiten

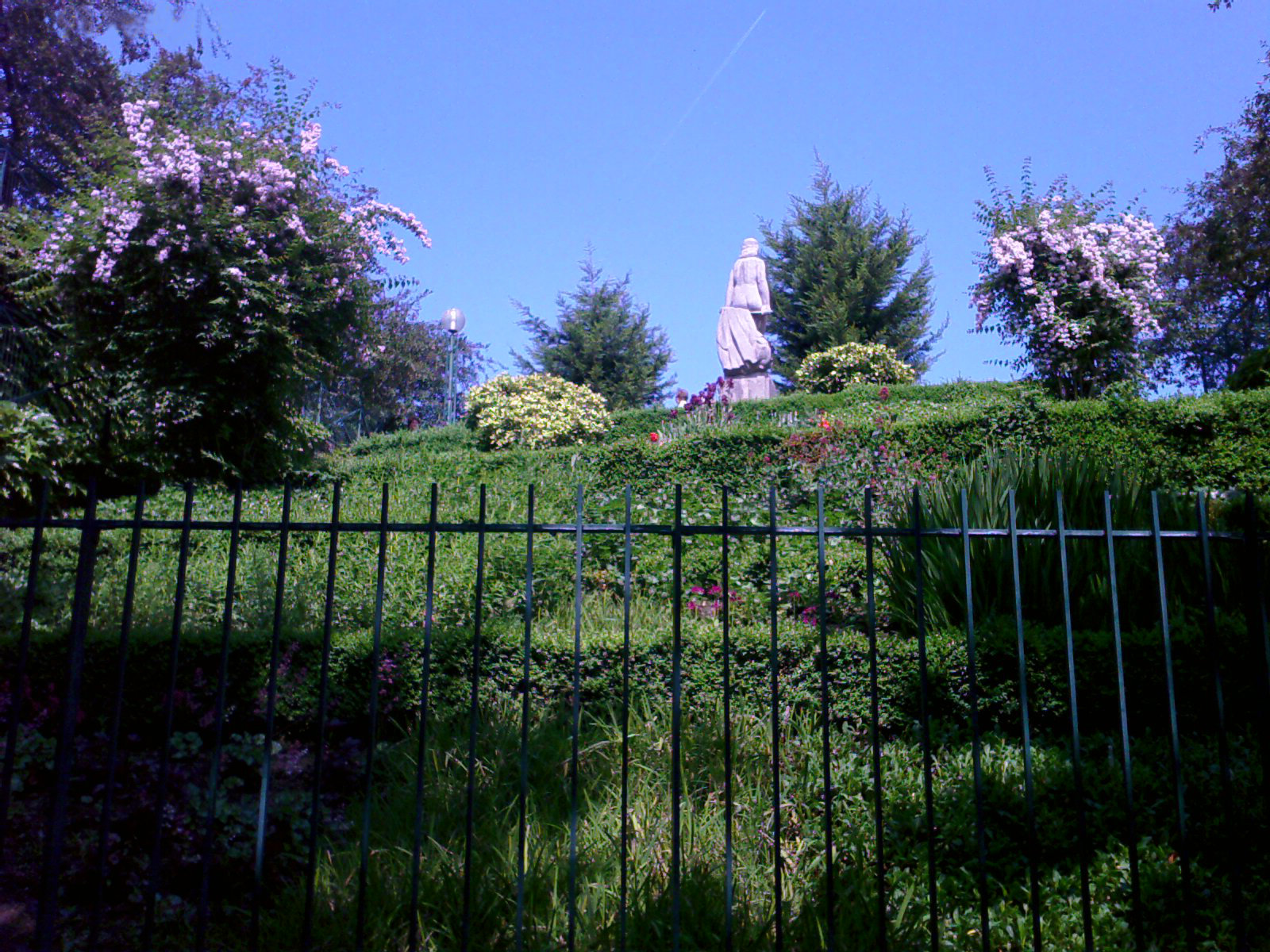
Sicht von der Avenue Daumesnil

Mit 15.200 m² ist der Jardin de Reuilly die drittgrößte Grünanlage im 12. Arrondissement nach dem Bois de Vincennes und dem Parc de Bercy. Der Hauptteil des Gartens besteht aus einer großen, leicht abfallenden, halbkreisförmigen Rasenfläche von 4200 m², um die herum kleine Themengärten angelegt wurden. Darüber verläuft eine Fußgängerbrücke (Passerelle André Léo), die der Architekt Pierre Colboc mit dem Ingenieur Ghassan Tayoun entworfen hat.
Der Architekt entwarf auch die Umgebung des Gartens am Fuße der Gebäude mit der Treppe, die das untere Viertel der Rue de Charenton mit der Gartenanlage und dem oberen Viertel auf dem Niveau der Esplanade Montgallet verbindet.

## Geschichte
1988 wurde ein Wettbewerb von der SEMAEST zur Neugestaltung des Geländes des ehemaligen Gare de Reuilly ausgeschrieben. Danach wurde der Architekt Pierre Colboc beauftragt, den Garten und die unmittelbare Umgebung des Viertels Reuilly, das sich damals in vollständiger Umstrukturierung befand, zu entwerfen. Die Arbeiten begannen 1989. Auf die Sanierung des Kunstviadukts und die Entwicklung des Grüngürtels folgten einige Jahre später die Errichtung der Fußgängerbrücke und des Jardin de Reuilly.
Der Jardin de Reuilly erhielt den Zusatz Paul Perrin zu Ehren von Paul Pernin (1914–2006), der zwischen 1983 und 1995 Bürgermeister des 12. Arrondissement war. Die feierliche Umbenennung fand am 13. Februar 2014 im Beisein des Pariser Bürgermeisters Bertrand Delanoë statt.

### Zusätzliche Artikel
- 12. Arrondissement
- Liste von Parkanlagen in Paris
- Coulée verte René-Dumont

## Anmerkung
1. ↑  Es handelt sich um die weiteren Anlagen: Jardin Hector Malot, Jardin de la Gare de Reuilly - Julien Lauprêtre und Square Charles Péguy.
2. ↑  Auf dem für den Verkehr nicht zugänglichen Teil der Rue Jacques Hillairet oberhalb des Parks sind einige Kunstwerke aufgestellt.